# リトルMyメイド
『リトルMyメイド』は、ウィル（現ウィルプラス）のブランドであるSweet Basilより、1999年3月12日に発売された、アダルトゲーム。
初回版はパッケージ仕様、書き下ろしマウスパッドが同梱。通常版はCDプラケース。
2007年5月28日に 茜新社より発売された、ちゃたろーの成人向け漫画『リトル・マイ・メイド』は本作品とは無関係。 

## ストーリー
季節外れの海水浴場歩く、主人公、鴨川 央司。そこは彼女との思い出の場所でもあった。いまの彼は、その彼女とも別れ、受験にも失敗し失意の底にいた。
その海岸の岩場の陰で、悪漢に強姦されそうな（選択肢により「された」）メイド姿の少女を見かける。彼女をその状況から救い出す（または「声をかける」）と、お礼とばかりに、自分が住む屋敷へと連れて行かれた。そこは、離れ小島の崖の上に立つ、『竜宮館』という名の洋館だった。
どんな好事者がメイドを雇っているのかと思えば、上品にして妖艶な女主人だった。ここは、女主人のほか、厳格なメイド長と三人のメイドの、女ばかりが住む館だった。
そして「しばらくここで過ごさないか」と提案される。豪華な客間に通された央司は、メイド達をどのように扱ってもよいと告げられ、三つのベルを託された。それぞれが三人のメイドに対応したものなのだという。
生きる目的を見失った央司は、ここで新たな生き甲斐を見出すことができるのだろうか？それとも新たなる恋の始まりか、欲望の権化となるのか…。

## 登場人物
鴨川 央司（かもがわ おうじ）
現在は予備校生だが、かつては秀才ともてはやされ、彼女もいた好青年。だが彼女が大学に進学して関係が疎遠となり、別離。そのことから女性に対し屈折した感情を持つにいたった。失意の中、「竜宮館」での奇異な体験に遭遇する。

### 竜宮館
鞠（まり）
声：木葉楓
竜宮館のメイド。長い黒髪に赤いリボン、藍色の優しい目。雛とは双子で長女。おとなしい性格で従順。どこか陰がある。央司と最初に出会ったのが彼女。
雛（ひな）
声：北都南
竜宮館のメイド。長い金髪に紫のリボン、緑色の勝気な目。鞠とは双子で次女。プライドが高く負けず嫌い。美しい声を持つ。
繭（まゆ）
声：AKIRA
竜宮館のメイド。三女。ピンクの長髪を緑の髪留めでツインテール。藍色のパッチリした目。言動は幼く童顔だが、他の二人よりグラマー。突飛な行動で周囲を困惑させることもある。
彩（あや）
声：天馬和音
メイド長。緑色の長髪を白のリボンでポニーテール。オレンジの険しい目。メガネ使用。規律に厳しく、央司が来たことを快くは思っていない。主人の命に忠実であろうとするが、ときには人間臭い面も見せる。
姫（ひめ）
声：北条明日香
竜宮館の主人。肩までの紫のセミショート。緑色の艶っぽい目。胸元の広いワンピース着用。実は人魚界の女王で、鞠・雛・繭は姫の娘。央司同様に訪れた人間の男を愛し、捨てられた（帰ってこなかった）過去を持つ。
彩が央司に厳しく当たるのはこのため。
娘たちのことはすべてお見通しで、慈愛に満ちたまなざしを送る。

### 地上
佐山 由香里（ゆかり）
声：大河里美
元彼女。明るい紫のショートヘア。自称「ボク」。男女の関係になってはいたが、大学進学時「歩く道が違う」と別れる。央司は館にいる時も、彼女の残像に悩まされた。

## ゲームシステム
『竜宮館』を中心に、どのメイドとどのように接するかで、エンディングが分岐するADV。相手は、メイドに対応したベルにより選択され、接し方は、良い人系か悪い人系かの選択肢がある。これの組み合わせにより、純愛エンド、凌辱エンドとストーリーが分岐する。なお、攻略対象は3人のメイドだけではない。
画面上には、選択したコマンドにより増減する「愛情（ストーリー、エンディングに影響）」、「信頼（忠誠、調教に影響）」、「体力（0になると眠る）」の女性側パラメータと、自身の体力を示す「P-S(Physical strength)POINT」が表示される。これらパラメータに注視しつつ、ゲームを進めていく。

## スタッフ
- 原画：しかげ なぎ
- シナリオ：布施はるか
- 音楽：あゆか51

## 関連アイテム

### ファンディスク
- 1999年9月12日に、『リトルMyメイド〜パンドラBOX〜』が初回10000本限定で発売された。

央司が竜宮を去ってからしばらくして鞠が溺れていた青年、葛西拓海（かさい たくみ）を助け竜宮に連れて来たという設定。
ミニドラマを収録したCDのほか、キーホルダー、トレーディングカード、マウスパッド、16Ｐブックレットが同梱されている。

### 小説
- 布施はるか著『小説版リトルMyメイド』 株式会社パラダイム　1999年5月。ISBN 4-8949-0051-3

### 原画集
- 『リトルMyメイド原画集』 株式会社パラダイム　1999年5月。ISBN 4-7952-9398-8

### コミカライズ
- リトルＭＹメイド

しかげなぎの単行本Angel Song（フランス書院　2001年5月。ISBN 4-8296-7835-6）収録の短編。　